# 水結
水結（英語：Water knot）是一種常用於攀爬時連接兩繩帶兩端的繩結，例如吊帶。

## 綁法

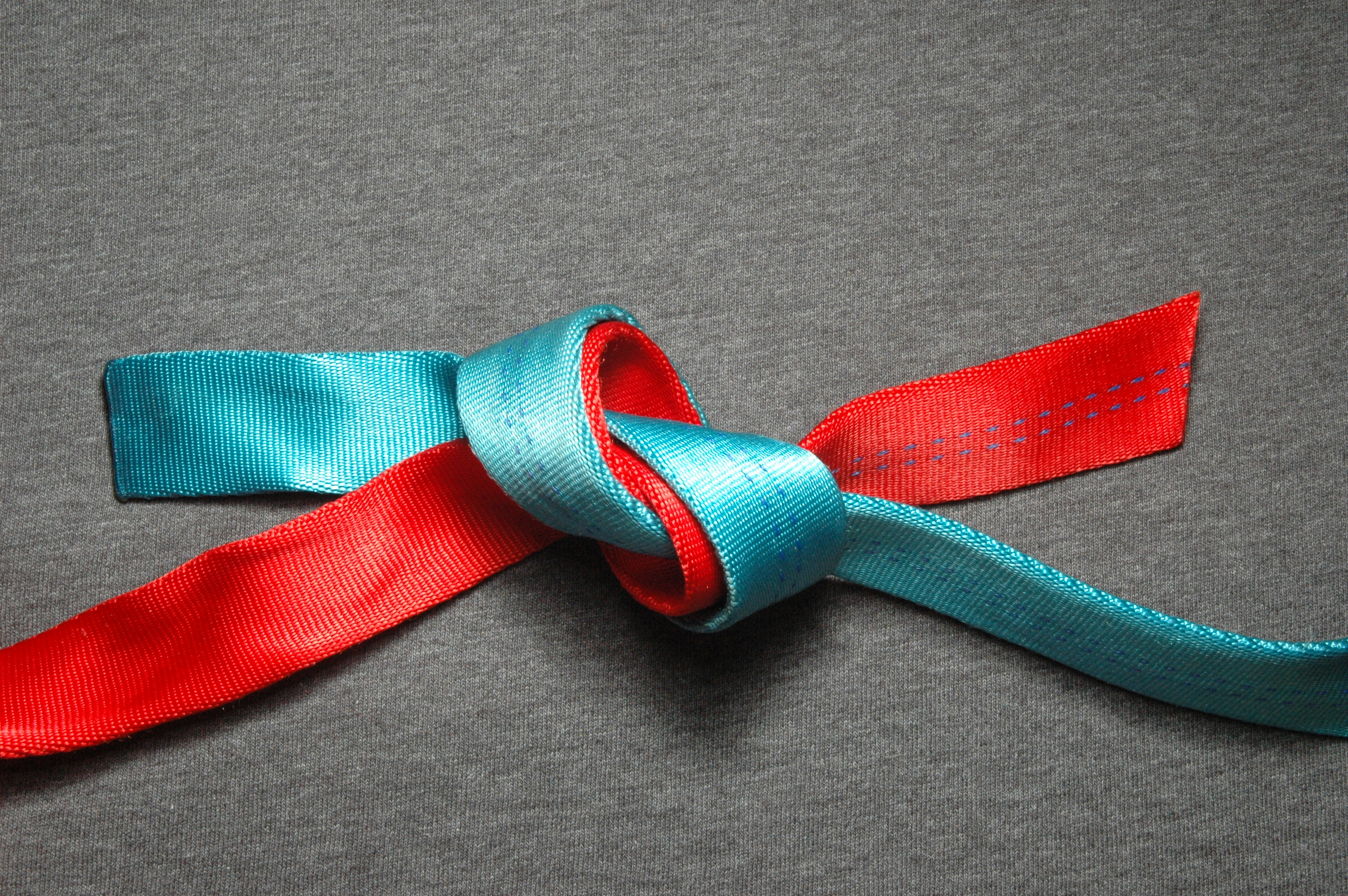
水結繫緊前

水結的組成元素是反手結。先將一繩端綁成反手結，第二條繩帶再順著其路徑反方向做反手結，兩條帶子應俐落地對齊並繫緊。繩帶末端應留至少3英吋（約7.6公分）長，結由全身體重繫緊才算完備。繩端可粘貼或稍微縫上支撐的部分避免縮入繩結內。

## 用途
可用於連接平坦材料例如皮革和帶子。

## 文獻
1. ↑  .   [2015-06-07]. （原始内容存档于2015-06-19）.
2. ↑  Craig Luebben, Knots for Climbers (Evergreen, Colorado: Chockstone Press, 1993), 19.
3. ↑  John 'Lofty' Wiseman SAS Survival Handbook, Revised Edition; William Morrow Paperbacks (2009) ISBN 978-1875900060